# Centaurea yaltirikii
Centaurea yaltirikii — вид рослин роду волошка (Centaurea), з родини айстрових (Asteraceae).

## Біоморфологічна характеристика
Багаторічна трав'яниста рослина з деревним кореневищем. Стебла прямовисні, смугасті, коротко-війчасті, у довжину 30–45 см і в діаметрі біля основи 1–2 мм, трохи потовщені під квітковою головою, зазвичай прості, але іноді з 2–4 одноголовими гілками у верхній частині. Листки ланцетно-довгасті, рідше яйцюваті або зворотно-яйцюваті, зелені, шершаві й залозисті або голі, на краю цілі, а іноді і трохи зубчасті, короткий гострячок 0.8–1.0 мм на верхівці. Прикореневі листки в'януть під час цвітіння; нижні стеблові листки на короткій ніжці до 2 см, пластинка 6–9 × 1.1–1.6 см, серединні та верхні листки сидячі або ніжка 0.5–1.5 см, пластинка 2.1–6 × 1–2.2 см. Квіткові голови поодинокі на кінці гілок; чашечка голови довгасто-куляста або яйцювата, 1–2 × 1.4–2.5 см. Квітки жовті, трубка віночка 17–19 мм завдовжки, частки 5–7 мм, лінійні. Сім'янки від зворотно-яйцюватих до зворотно-ланцетних, 4.0–4.5 × 2 мм, голі або рідко волосисті. Папусів внутрішні ряди у довжину 1.0–1.5 мм, зовнішні ряди 6–7 мм, коричнюваті. Цвіте з травня по червень.

## Середовище проживання
Ендемік Туреччини — Анатолії.